# Acceso abierto en España

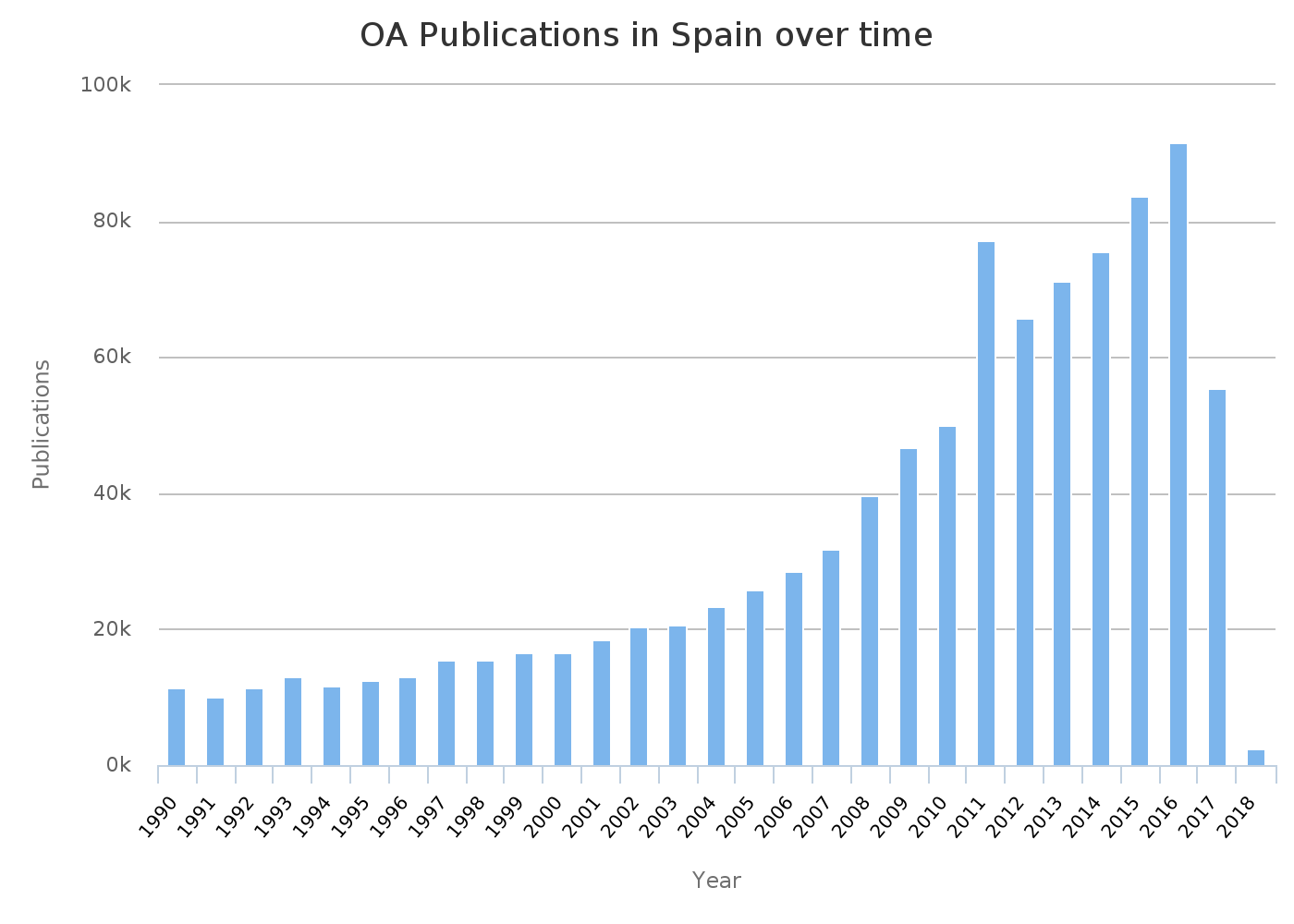
Crecimiento de las publicaciones en acceso abierto en España, 1990-2018

En España, la Ley de Ciencia, Tecnología e Innovación nacional de 2011 exige la publicación de acceso abierto para la investigación que se ha producido con fondos públicos. La primera revista española de acceso abierto revisada por pares, Relieve, comenzó en 1995.

## Repositorios
Ver también: Repositorios: España
La mayoría de las universidades en España mantienen un repositorio institucional, colectivamente consultadas a través de la plataforma digital "Recolecta". En marzo de 2018, el Directorio de Repositorios de Acceso Abierto con sede en el Reino Unido enumera unos 131 repositorios en España. Los que tienen más activos digitales incluyen Revistes Catalanes con Accés Obert, Tesis Doctorals en Xarxa, GREDOS (de la Universidad de Salamanca), Biblioteca Virtual del Patrimonio Bibliográfico (del Ministerio de Cultura), Digital.CSIC (del Consejo Superior de Investigaciones Científicas) y Dialnet (una de las mayores bases de datos de contenidos científicos en lenguas iberoamericanas y cuenta con diversos recursos documentales: Artículos de revistas, Artículos de obras colectivas, Libros, Actas de Congresos, Reseñas bibliográficas, Tesis doctorales. El objetivo es integrar el mayor número posible de recursos, buscando en la medida de lo posible el acceso a los textos completos de los mismos, apostando claramente por el acceso abierto a la literatura científica).
| Institución                                                                                   | Repositorio                                                                                   |
| --------------------------------------------------------------------------------------------- | --------------------------------------------------------------------------------------------- |
| Agencia de Obra Pública de la Junta de Andalucía                                              | Biblioteca virtual de obras públicas de Andalucía (BviaL)                                     |
| Agencia de Obra Pública de la Junta de Andalucía                                              | OPLex                                                                                         |
| Agencia Española de Cooperación Internacional para el Desarrollo (AECID)                      | Biblioteca Digital AECID                                                                      |
| Agencia Estatal de Meteorología (AEMET)                                                       | Arcimís (Archivo Climatológico y Meteorológico Institucional de AEMET)                        |
| Ajuntament de Barcelona                                                                       | Repositori Obert de Coneixement de l'Ajuntament de Barcelona (BCNROC)                         |
| Asociación Española de Neuropsiquiatría                                                       | Repositorio de la Asociación Española de Neuropsiquiatría                                     |
| Ayuntamiento de Getafe                                                                        | Biblioteca Virtual Silverio Lanza                                                             |
| B-Salut                                                                                       | B-Salut                                                                                       |
| Basque Center for Applied Mathematics (BCAM)                                                  | BIRD (BCAM's Institutional Repository Data)                                                   |
| Biblioteca de Galicia                                                                         | Galiciana                                                                                     |
| Biblioteca Nacional de España (BNE)                                                           | Biblioteca Digital Hispánica                                                                  |
| Biblioteca Valenciana                                                                         | Biblioteca Valenciana Digital                                                                 |
| Centro de Investigación y Tecnología Agroalimentaria de Aragón (CITA)                         | citaREA Repositorio Electrónico Agroalimentario                                               |
| Centro Español de Documentación sobre Discapacidad (CEDD)                                     | Riberdis                                                                                      |
| Comunidad Autónoma de la Región de Murcia                                                     | Biblioteca Digital Educativa de la Región de Murcia                                           |
| Comunidad de Madrid                                                                           | Biblioteca Digital de la Comunidad de Madrid                                                  |
| Consejo Superior de Investigaciones Científicas (Spanish National Research Council) (CSIC)    | Digital.CSIC                                                                                  |
| Consorci de Serveis Universitaris de Catalunya (CSUC)                                         | Research Repository of Catalonia (RECERCAT)                                                   |
| Consorci de Serveis Universitaris de Catalunya (CSUC)                                         | RACO (Revistes Catalanes amb Accés Obert)                                                     |
| Consorci de Serveis Universitaris de Catalunya (CSUC)                                         | Tesis Doctorals en Xarxa (TDX)                                                                |
| Consorcio Madroño                                                                             | e-cienciaDatos                                                                                |
| Cortes de Aragón                                                                              | Fondo Documental Histórico de las Cortes de Aragón                                            |
| Departament de Salut de la Generalitat de Catalunya                                           | Scientia, Dipòsit d’Informació Digital del Departament de Salut                               |
| Departamento de Cultura del Gobierno Vasco                                                    | Liburuklik Biblioteca Digital Vasca                                                           |
| Diputación de Málaga                                                                          | Biblioteca Virtual de la Provincia de Málaga                                                  |
| Diputación de Zaragoza                                                                        | Biblioteca Virtual de la Diputación de Zaragoza                                               |
| Escuela de Organización Industrial (EOI)                                                      | SAVIA (Repositorio Digital EOI)                                                               |
| Euskomedia                                                                                    | Euskal Doktorego Tesien Bilduma - Repositorio de Tesis Doctorales (eDTB)                      |
| Euskomedia                                                                                    | Hedatuz                                                                                       |
| Fundación Biblioteca Virtual Miguel de Cervantes                                              | Biblioteca Virtual Miguel de Cervantes                                                        |
| Fundación Ignacio Larramendi                                                                  | FHL Virtual Libraries (Bibliotecas Virtuales FHL)                                             |
| Fundación Juan March                                                                          | CEACS Repository                                                                              |
| Fundación MAPFRE                                                                              | Museo Virtual del Seguro                                                                      |
| Fundación Tecnalia Research & Innovation                                                      | TECNALIA Publications                                                                         |
| Gobierno de Aragón                                                                            | Biblioteca Virtual de Aragón                                                                  |
| Gobierno del Principado de Asturias                                                           | Repositorio Institucional de Asturias (RIA)                                                   |
| Idhea                                                                                         | Invenia Repository for Technological Innovation                                               |
| Instituto Andaluz del Patrimonio Histórico                                                    | Activos Digitales IAPH                                                                        |
| Instituto de España                                                                           | IURIS Digital (Biblioteca Virtual de la Real Academia de Jurisprudencia y Legislación)        |
| Instituto Español de Oceanografía                                                             | Repositorio Institucional Digital del IEO (e-ieo)                                             |
| ISCIII (Instituto de Salud Carlos III)                                                        | Scientific Electronic Library Online - Spain (SciELO - Spain)                                 |
| Junta de Andalucía, Consejería de Educación, Cultura y Deporte                                | Biblioteca Virtual de Andalucía                                                               |
| Junta de Andalucía, Consejería de Salud                                                       | Repositorio Institucional de Salud de Andalucía - Andalusian Health Repository                |
| Junta de Castilla y León                                                                      | Biblioteca Digital de Castilla y León (BDCYL)                                                 |
| Madri+d                                                                                       | Repositorio EMI+D                                                                             |
| MAPFRE                                                                                        | Fundación Mapfre                                                                              |
| Michael Servetus Research                                                                     | Michael Servetus Research                                                                     |
| Ministerio de Cultura                                                                         | Biblioteca Virtual de Prensa Histórica (Virtual Library of Historical Newspapers)             |
| Ministerio de Cultura                                                                         | Biblioteca Virtual del Patrimonio Bibliográfico (Virtual Library of Bibliographical Heritage) |
| Ministerio de Cultura                                                                         | DSpace Redined                                                                                |
| Ministerio de Cultura                                                                         | Travesía                                                                                      |
| Ministerio de Defensa (España)                                                                | Biblioteca Virtual del Ministerio de Defensa                                                  |
| Patronato de la Alhambra y el Generalife                                                      | Recursos de Investigación de la Alhambra                                                      |
| Psiquiatria.tv                                                                                | Bibliopsiquis                                                                                 |
| Real Academia Nacional de Medicina                                                            | Repositorio Institucional Arjona y Cubas de la Real Academia de Córdoba                       |
| Real Academia de la Historia                                                                  | Biblioteca Digital Real Academia de la Historia                                               |
| Real Academia Nacional de Medicina                                                            | Real Academia Nacional de Medicina: Biblioteca Digital                                        |
| Red de Bibliotecas Municipales de Bilbao                                                      | BLD - Bilboko Liburutegi Digitala                                                             |
| Red Iberoamericana de Estudios Internacionales                                                | Repositorio Digital RIBEI                                                                     |
| Consejería de Agricultura, Pesca y Desarrollo Rural (IFAPA)                                   | IFAPA - Servifapa (SERVIFAPA)                                                                 |
| Sancho el Sabio Fundazioa                                                                     | EMD (Euskal Memoria Digitala)                                                                 |
| Sociedad Española de Entomología Aplicada                                                     | Repositorio Abierto de Entomología Aplicada de la SEEA                                        |
| UNED (Universidad Nacional de Educación a Distancia)                                          | Repositorio de la UNED                                                                        |
| Universidad Autónoma de Madrid                                                                | Biblos-e Archivo                                                                              |
| Universidad Camilo José Cela                                                                  | Depósito Digital e-UCJC                                                                       |
| Universidad Carlos III de Madrid                                                              | e-Archivo (Repositorio Institucional de la Universidad Carlos III de Madrid)                  |
| Universidad Católica San Antonio de Murcia                                                    | RIUCAM (Institutional Repository UCAM)                                                        |
| Universidad Complutense Madrid (UCM)                                                          | E-Prints Complutense (E-PrintsUCM)                                                            |
| Universidad Complutense Madrid (UCM)                                                          | Portal de Revistas Científicas Complutenses                                                   |
| Universidad de Alcalá                                                                         | e_Buah (Biblioteca Digital de la Universidad de Alcalá)                                       |
| Universidad de Almería                                                                        | riUAL (Repositorio Institucional de la Universidad de Almería (Spain))                        |
| Universidad de Burgos                                                                         | Repositorio Institucional de la Universidad de Burgos (RIUBU)                                 |
| Universidad de Burgos                                                                         | Universidad de Burgos - Repositorio Institucional. Trabajos Académicos                        |
| Universidad de Cádiz                                                                          | RODIN (Repositorio de Objetos de Docencia e Investigación de la Universidad de Cádiz)         |
| Universidad de Cantabria                                                                      | UCrea                                                                                         |
| Universidad de Castilla-La Mancha (UCLM)                                                      | RUIdeRA                                                                                       |
| Universidad de Córdoba                                                                        | Helvia. Repositorio Institucional de la Universidad de Córdoba                                |
| Universidad de Deusto                                                                         | Biblioteca Universitaria de Deusto - Repositorio Loyola                                       |
| Universidad de Extremadura (UNEX)                                                             | Dehesa (Dehesa. Repositorio Institucional de la Universidad de Extremadura)                   |
| Universidad de Granada                                                                        | DIGIBUG (Repositorio Institucional Universidad de Granada)                                    |
| Universidad de Huelva                                                                         | Arias Montano, Repositorio Institucional de la Universidad de Huelva                          |
| Universidad de Jaén                                                                           | RUJA (Repositorio Institucional de la Universidad de Jaén)                                    |
| Universidad de La Laguna                                                                      | Repositorio Institucional de la Universidad de La Laguna                                      |
| Universidad de Las Palmas de Gran Canaria (ULPGC)                                             | Archivo gráfico institucional de la Universidad de Las Palmas de Gran Canaria (ULPGC)         |
| Universidad de Las Palmas de Gran Canaria (ULPGC)                                             | ACCEDA (Documentación científica de la ULPGC en abierto)                                      |
| Universidad de Las Palmas de Gran Canaria (ULPGC)                                             | Jable. Archivo de prensa de Canarias                                                          |
| Universidad de Las Palmas de Gran Canaria (ULPGC)                                             | Memoria digital de Canarias (mdC)                                                             |
| Universidad de León                                                                           | BULERIA                                                                                       |
| Universidad de Málaga                                                                         | RIUMA (Repositorio Institucional Universidad de Málaga)                                       |
| Universidad de Murcia                                                                         | Digitum (Depósito de la Universidad de Murcia)                                                |
| Universidad de Navarra                                                                        | Dadun: Depósito Académico Digital de la Universidad de Navarra                                |
| Universidad de Navarra                                                                        | Fotografía Sobre España en el Siglo XIX (PHoSXIX)                                             |
| Universidad de Oviedo                                                                         | Repositorio Institucional de la Universidad de Oviedo (RUO)                                   |
| Universidad de Salamanca                                                                      | GREDOS                                                                                        |
| Universidad de Sevilla                                                                        | idUS. Depósito de Investigación Universidad de Sevilla                                        |
| Universidad de Valladolid                                                                     | UVaDoc (Repositorio Documental de la Universidad de Valladolid)                               |
| Universidad del País Vasco (Euskal Herriko Unibertsitatea / University of the Basque Country) | ADDI (ARCHIVO DIGITAL PARA LA DOCENCIA Y LA INVESTIGACION)                                    |
| Universidad Europea                                                                           | ABACUS. Repositorio de Producción Científica                                                  |
| Universidad Francisco de Vitoria                                                              | DDFV                                                                                          |
| Universidad Internacional de Andalucía (UNIA)                                                 | Repositorio de la UNIA                                                                        |
| Universidad Miguel Hernández de Elche                                                         | RediUMH                                                                                       |
| Universidad Pablo de Olavide                                                                  | Repositorio Institucional Olavide (RIO)                                                       |
| Universidad Politécnica de Cartagena (UPCT)                                                   | Repositorio Digital de la Universidad Politécnica de Cartagena (Repositorio Digital UPCT)     |
| Universidad Politécnica de Madrid                                                             | Archivo Digital UPM                                                                           |
| Universidad Pontificia Comillas                                                               | Comillas                                                                                      |
| Universidad Pontificia de Salamanca                                                           | SUMMA. Repositorio Documental UPSA                                                            |
| Universidad Pública de Navarra                                                                | Académica-e                                                                                   |
| Universidad Rey Juan Carlos                                                                   | Archivo Abierto Institucional de la Universidad Rey Juan Carlos                               |
| Universidad San Pablo CEU                                                                     | CEU Repositorio Institucional                                                                 |
| Universidade da Coruña                                                                        | Repositorio da Universidade da Coruña (RUC)                                                   |
| Universidade de Santiago de Compostela                                                        | Minerva. Repositorio Institucional da Universidade de Santiago de Compostela                  |
| Universidade de Vigo                                                                          | Investigo                                                                                     |
| Universitat Autònoma de Barcelona                                                             | Diposit Digital de Documents de la UAB                                                        |
| Universitat de Barcelona (UB)                                                                 | Diposit Digital de la Universitat de Barcelona                                                |
| Universitat de Girona                                                                         | DUGiDocs – Universitat de Girona                                                              |
| Universitat de Girona                                                                         | DUGiFonsEspecials - Universitat de Girona                                                     |
| Universitat de Girona                                                                         | DUGiMedia – Universitat de Girona                                                             |
| Universidad de las Islas Baleares                                                             | Biblioteca Digital de las Islas Baleares                                                      |
| Universitat de Lleida                                                                         | Repositori Obert UdL                                                                          |
| Universitat de Valencia                                                                       | Roderic (Repositori d'Objectes Digitals per a l'Ensenyament la Recerca i la Cultura)          |
| Universitat de Vic - Universitat Central de Catalunya                                         | RIUVic                                                                                        |
| Universitat Jaume I                                                                           | Repositori UJI (Repositori Institucional de la Universitat Jaume I)                           |
| Universidad Abierta de Cataluña (UOC)                                                         | O2 (The Oberta in open access)                                                                |
| Universitat Politècnica de València                                                           | RiuNet                                                                                        |
| Universitat Politècnica de Catalunya (UPC)                                                    | UPCommons. Portal del coneixement obert de la UPC                                             |
| Universitat Pompeu Fabra (UPF)                                                                | UPF Digital Repository                                                                        |
| Universitat Rovira i Virgili                                                                  | Repositori Institucional URV                                                                  |
| University of Alicante                                                                        | RUA (Repositorio Institucional de la Universidad de Alicante)                                 |
| University of Leon                                                                            | cabila                                                                                        |
| University of Zaragoza                                                                        | Zaguan (Digital Repository of University of Zaragoza)                                         |

## Véase también

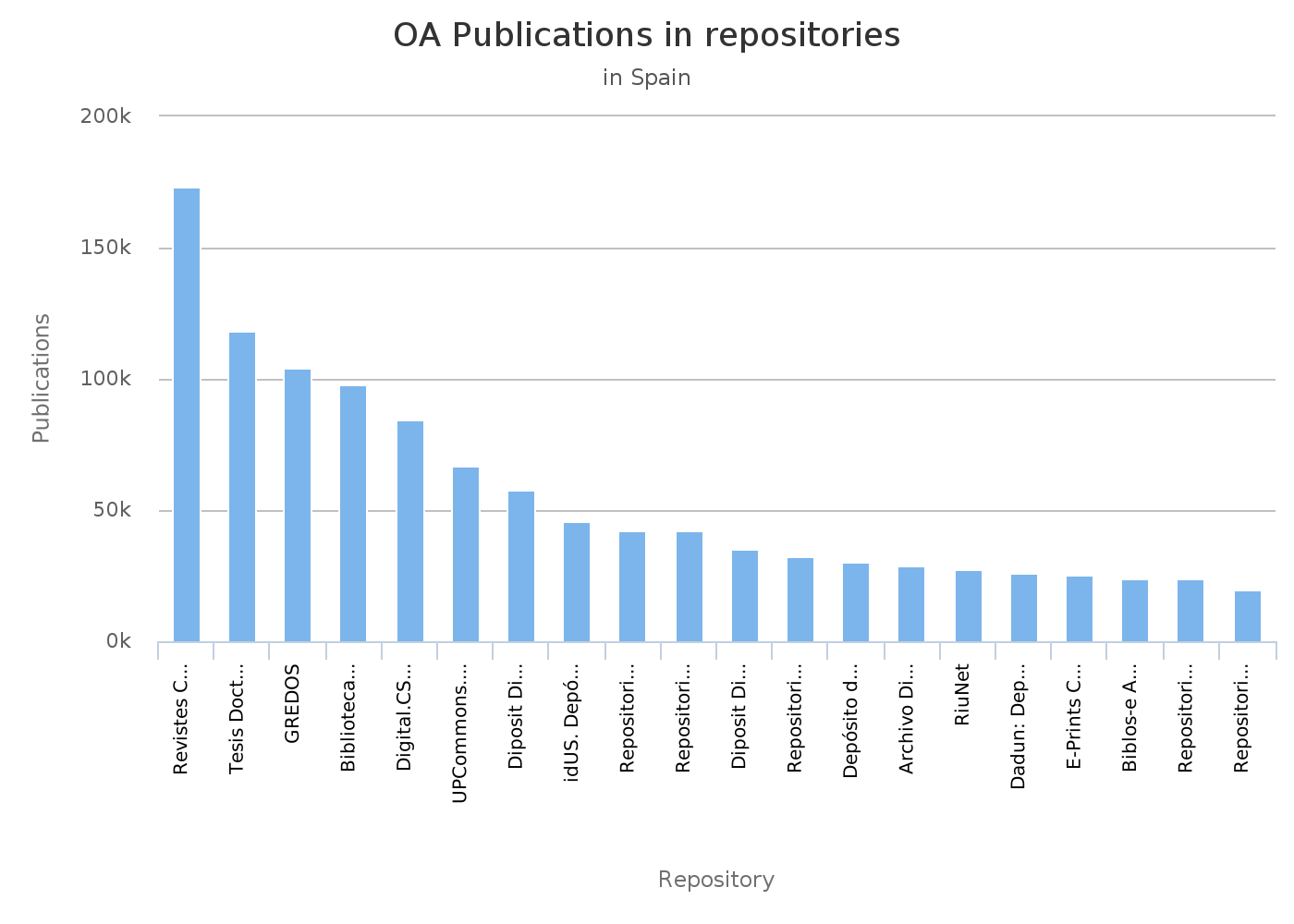
Número de publicaciones de acceso abierto en diferentes repositorios, 2018